# استعمار ثقافي

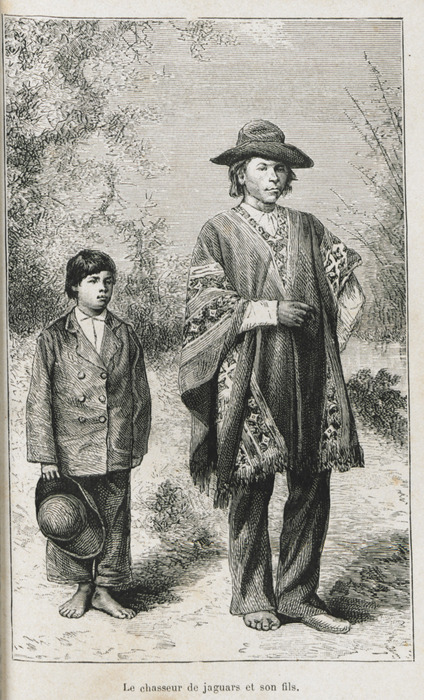
صورة لصيادٍ وابنه من قبائل الغران تشاكو. يلبس الأب زيَّ قبيلتهِ التقليدي واقفاً بجانب إبنه الذي اعتاد على اللباس الغربي.

يشمل الاستعمار الثقافي أو الإمبريالية الثقافية الجوانب الثقافية للإمبريالية. الإمبريالية هنا تشير إلى خلق والحفاظ على علاقات غير متساوية بين الحضارات، وتفضل الحضارة الأقوى. وهكذا، فإن الإمبريالية الثقافية هي ممارسة تشجيع وفرض ثقافة، عادة ما تكون لأمة قوية سياسيا، على مجتمع أقل قوة. وبعبارة أخرى، الهيمنة الثقافية للبلدان الصناعية أو ذات النفوذ الاقتصادي التي تحدد القيم الثقافية العامة وتوحيد الحضارات في جميع أنحاء العالم. يستخدم هذا المصطلح بشكل خاص في مجالات التاريخ والدراسات الثقافية ونظرية ما بعد الاستعمار. وعادة ما يتم استخدامه بمعنى ازدرائي، وغالبا ما يتم ذلك بالتزامن مع نداءات لرفض هذا التأثير. يمكن للإمبريالية الثقافية أن تتخذ أشكالاً مختلفة، مثل السياسة الرسمية، أو العمل العسكري، بقدر ما تعزز الهيمنة الثقافية.

## الخلفية والتعريفات
على الرغم من أن قاموس أوكسفورد للغة الإنجليزية له إشارة عام 1921 إلى «الإمبريالية الثقافية للروس»، كتب جون توملينسون في كتابه حول هذا الموضوع أن المصطلح ظهر في الستينيات وكان محورًا للبحث منذ السبعينات على الأقل. استخدمت مصطلحات مثل «الإمبريالية الإعلامية»، «الإمبريالية البنيوية» «التبعية الثقافية والهيمنة»، «التزامن الثقافي»، «الاستعمار الإلكتروني»، «الإمبريالية الإيديولوجية»، و «الإمبريالية الاقتصادية» لوصف نفس الفكرة الأساسية. من الإمبريالية الثقافية.
العديد من الأكاديميين يقدمون تعريفات مختلفة للمصطلح. وكتب الناقد الإعلامي الأمريكي هيربرت شيلر: "إن مفهوم الإمبريالية الثقافية اليوم [1975] يصف بشكل أفضل مجموع العمليات التي يتم من خلالها جلب المجتمع إلى النظام العالمي الحديث وكيف تنجذب طبقاته المهيمنة، والضغوط، والإجبار، وأحيانا ترشح في تشكيل المؤسسات الاجتماعية لتتوافق مع أو حتى تروج لقيم وهياكل المركز المسيطر في النظام، وسائل الإعلام العامة هي المثال الأول للمؤسسات العاملة التي تستخدم في العملية الاختراقية للتغلغل على نطاق واسع في وسائل الإعلام. يجب أن يتم الاستيلاء عليها من خلال القوة المسيطرة / المتغلغلة، وهذا يحدث إلى حد كبير من خلال تسويق البث.
لقد عرّف توم ماكفيل "الاستعمار الإلكتروني بأنه علاقة التبعية التي وضعتها استيراد أجهزة الاتصالات، والبرمجيات المنتجة في الخارج، جنبا إلى جنب مع المهندسين والفنيين وبروتوكولات المعلومات ذات الصلة، التي تنشئ بشكل غير مباشر مجموعة من المعايير والقيم والتوقعات الأجنبية وقد لاحظت سوي نام لي أن "إمبريالية الاتصال يمكن تعريفها على أنها العملية التي تتم فيها السيطرة على الأجهزة والبرمجيات الخاصة بالوسائط الجماهيرية بالإضافة إلى غيرها من الأجهزة الرئيسية الأخرى. إن أشكال التواصل في بلد ما هي منفردة أو مجتمعة مع هيمنة دولة أخرى مع آثار ضارة على القيم والأعراف والثقافة الأصلية.رأى أوغان أن "الإمبريالية الإعلامية غالباً ما توصف بأنها عملية تقوم بها الولايات المتحدة وأوروبا الغربية تنتج معظم منتجات وسائل الإعلام، وجعل الأرباح الأولى من المبيعات المحلية، ومن ثم تسويق المنتجات في العالم الثالث في العالم في تكاليف أقل بكثير من تلك البلدان يجب أن تتحمل لإنتاج منتجات مماثلة في الداخل.
عن داوننغ وسريبيرني - محمدي: "الإمبريالية هي الفتح والسيطرة على دولة واحدة بواسطة دولة أكثر قوة. الإمبريالية الثقافية تعني أبعاد العملية التي تتجاوز الاستغلال الاقتصادي أو القوة العسكرية. في تاريخ الاستعمار، (أي شكل من أشكال الإمبريالية التي تدير فيها حكومة المستعمرة مباشرة من قبل الأجانب)، تم إنشاء النظم التعليمية والإعلامية للعديد من دول العالم الثالث كنماذج مكررة لتلك الموجودة في بريطانيا أو فرنسا أو الولايات المتحدة وتحمل قيمها. لقد حققت الإعلانات مزيدًا من النجاحات، مثلها مثل أساليب الهندسة المعمارية والموضة، ولكن تم التلميح بقوه إلى أن الثقافة الغربية تتفوق على ثقافات العالم الثالث. وغني عن القول أن جميع هؤلاء المؤلفين يتفقون على أن الثقافة الإمبريالية تعزز مصالح دوائر معينة داخل القوى الإمبريالية، غالباً على حساب المجتمعات المستهدفة.
ظهرت قضية الإمبريالية الثقافية بشكل كبير من دراسات الاتصالات. ومع ذلك، تم استخدام الإمبريالية الثقافية كإطار من قبل العلماء لشرح الظواهر في مجالات العلاقات الدولية والأنثروبولوجيا والتعليم والعلوم والتاريخ والأدب والرياضة.

## الأسس النظرية
الكثير من أكاديميي اليوم الذين يستخدمون هذا المصطلح، الإمبريالية الثقافية، يتم إطلاعهم بشكل كبير على أعمال فوكو، دريدا، سعيد، وغيرهم من منظري ما بعد البنيوية وما بعد الاستعمارية. في إطار خطاب ما بعد الاستعمار، يمكن اعتبار الإمبريالية الثقافية التراث الثقافي للاستعمار، أو أشكال العمل الاجتماعي التي تسهم في استمرار الهيمنة الغربية. بالنسبة للبعض خارج نطاق هذا الخطاب، يتم نقد هذا المصطلح على أنه غير واضح أو غير مركّز و / أو متناقض بطبيعته.

### ميشيل فوكو
لقد أثر عمل الفيلسوف الفرنسي والمنظور الاجتماعي ميشيل فوكو بشدة على استخدام مصطلح الإمبريالية الثقافية، ولا سيما تفسيره الفلسفي للسلطة ومفهومه للحكومة.
بعد التفسير لقوة مشابهة لماكيافيللي، يعرّف فوكو السلطة بأنها غير مادية، «كنوع معين من العلاقة بين الأفراد» التي لها علاقة بالمواقف الاجتماعية الاستراتيجية المعقدة التي تتعلق بقدرة الشخص على التحكم في بيئته والتأثير على المحيطين نفسهم. وفقا لفوكو، ترتبط السلطة ارتباطا وثيقا بمفهومه للحقيقة. «الحقيقة»، كما يعرّفها، هو "نظام من الإجراءات المنتظمة للإنتاج، والتنظيم، والتوزيع، والتداول، وتشغيل البيانات" التي لها «علاقة دائرية» مع أنظمة السلطة. لذلك، فإن ما هو متأصل في أنظمة السلطة، هو دائمًا «الحقيقة»، وهي محددة ثقافياً، ولا يمكن فصلها عن الأيديولوجية التي تتزامن في كثير من الأحيان مع أشكال مختلفة من الهيمنة. الإمبريالية الثقافية قد تكون مثالاً على ذلك.
كما أن تفسير فوكو للحكم مهم للغاية في بناء نظريات هيكل السلطة عبر الوطنية. في محاضراته في كوليج دو فرانس، كثيراً ما يعرّف فوكو الطابع الحكومي على أنه الفن الواسع "للحكم"، الذي يتعدى المفهوم التقليدي للحكم من حيث الولايات، وفي مجالات أخرى مثل حكم "الأسرة، الأرواح، الأطفال"، مقاطعة، دير، نظام ديني، عائلة ". ويرتبط هذا مباشرة إلى أمير مكيافيللي، ومفاهيم فوكو السابقة للحقيقة والقوة. (أي أنه يتم إنشاء العديد من الموضوعات من خلال علاقات السلطة المحددة ثقافياً، والتي تؤدي إلى أشكال مختلفة من الحكومة ذات الطابع الثقافي المحدد مثل الحكومة النيوليبرالية.

### ادوارد سعيد
كان إدوارد سعيد، وهو مستلهم من أعمال ناعوم تشومسكي، وفوكو، وأنطونيو غرامشي، شخصية مؤسِّسة في ما بعد الاستعمار، أُنشئت مع كتاب «الاستشراق» (1978)، وهو نقد إنساني لفكرة «عصر التنوير»، الذي ينتقد المعرفة الغربية عن «الشرق» - على وجه التحديد الانكليزي والإنشاءات الفرنسية لما هو وما هو غير «شرقي».حيث قال «المعرفة» ثم أدى إلى الميول الثقافية نحو معارضة ثنائية من المشرق مقابل الغرب، حيث يتم تعريف مفهوم واحد في المعارضة للمفهوم الآخر، والتي تظهر من حيث القيمة غير المتساوية. في الثقافة والإمبريالية (1993)، التتمة للاستشراق، يقترح سعيد أنه على الرغم من النهاية الرسمية لـ «عصر الإمبراطورية» بعد الحرب العالمية الثانية (1939-1945)، تركت الإمبريالية الاستعمارية إرثًا ثقافيًا (سابقًا) للشعوب المستعمرة، التي لا تزال في حضاراتها المعاصرة؛ وقال إن الإمبريالية الثقافية لها تأثير كبير في الأنظمة الدولية للسلطة.

## الأفكار والمناقشات المعاصرة
يمكن للإمبريالية الثقافية أن تشير إما إلى التبادل الإجباري لسكان معينين، أو إلى الاحتضان الطوعي لثقافة أجنبية من قبل الأفراد الذين يفعلون ذلك بإرادتهم الحرة. بما أن هذين إشارتين مختلفتين تمامًا، فقد تم التشكيك في صحة المصطلح.
يمكن رؤية التأثير الثقافي من خلال ثقافة «الاستقبال» على أنها إما تهديد أو إثراء هويتها الثقافية. يبدو من المفيد إذن التمييز بين الإمبريالية الثقافية كموقف تفسيري (نشط أو سلبي)، وموقف الثقافة أو المجموعة التي تسعى إلى استكمال الإنتاج الثقافي الخاص بها، الذي يعتبر ناقصًا جزئيًا، مع المنتجات المستوردة.
يمكن أن تمثل المنتجات أو الخدمات المستوردة نفسها أو ترتبط بقيم معينة (مثل الاستهلاك). ووفقاً لأحد الحجج فإن ثقافة «الاستلام» لا تدرك بالضرورة هذه الصلة، ولكنها بدلاً من ذلك تمتص الثقافة الأجنبية بشكل سلبي من خلال استخدام السلع والخدمات الأجنبية. وبسبب طبيعتها المخفية إلى حد ما، ولكنها قوية للغاية، وصف بعض الخبراء هذه الفكرة الافتراضية بأنها «إمبريالية مبتذلة». على سبيل المثال، يقال إنه في الوقت الذي «تتهم فيه الشركات الأمريكية برغبة في السيطرة على 95 في المائة من المستهلكين في العالم»، فإن "الإمبريالية الثقافية تنطوي على أكثر من مجرد سلع استهلاكية بسيطة؛ فهي تنطوي على نشر المبادئ الأمريكية مثل الحرية والديمقراطية"، عملية «قد تبدو جذابة» ولكنها "تخفي حقيقة مخيفة: العديد من الثقافات في جميع أنحاء العالم تختفي بسبب التأثير الكاسح لأمريكا المؤسساتية والثقافية".
يعتقد البعض أن الاقتصاد المعولم حديثًا في أواخر القرن العشرين وأوائل القرن الحادي والعشرين قد سهل هذه العملية من خلال استخدام تكنولوجيا المعلومات الجديدة. هذا النوع من الإمبريالية الثقافية مستمد من ما يسمى «القوة الناعمة». توسع نظرية الاستعمار الإلكتروني القضية إلى القضايا الثقافية العالمية وتأثير التكتلات الكبرى متعددة الوسائط، بدءًا من فياكوم، وتايم وارنر، وديزني، ونيوزكروب إلى جوجل وميكروسوفت مع التركيز على قوة الهيمنة لعمالقة الاتصالات المستندة إلى الولايات المتحده.

## التنوع الثقافي
أحد الأسباب التي غالباً ما تُعطى لمعارضة أي شكل من أشكال الإمبريالية الثقافية، طوعية أو غير ذلك، هو الحفاظ على التنوع الثقافي، وهو هدف ينظر إليه البعض على أنه مماثل للحفاظ على التنوع الإيكولوجي. يرى أنصار هذه الفكرة إما أن هذا التنوع له قيمة في حد ذاته، للحفاظ على التراث والمعرفة التاريخية البشرية، أو قيمة مفيدة لأنه يوفر المزيد من الطرق لحل المشاكل والاستجابة للكوارث الطبيعية أو غير الطبيعية.

## الأفكار المتعلقة بالاستعمار الأفريقي
من بين جميع مناطق العالم التي ادعى العلماء أنها تتأثر سلبًا بالإمبريالية، ربما تكون إفريقيا هي الأبرز. في «عصر الإمبريالية» الموسَّع في القرن التاسع عشر، جادل العلماء بأن الاستعمار الأوروبي في أفريقيا قد أدى إلى القضاء على العديد من الثقافات المختلفة، وجهات النظر العالمية، والمعرفة، لا سيما من خلال الاستعمار الجديد للتعليم العام. وقد أدى هذا، على نحو مثير للجدل، إلى تنمية غير متوازنة، وإلى المزيد من أشكال الرقابة الاجتماعية غير الرسمية المرتبطة بالثقافة والإمبريالية. هناك مجموعة متنوعة من العوامل، كما يقول الباحثون، تؤدي إلى القضاء على الثقافات، وجهات النظر العالمية، ونظريات المعرفة، مثل «إزالة التغير اللغوي» (استبدال اللغات الأفريقية الأصلية بأخرى أوروبية)، وتقليص قيمة الأنطولوجيات التي ليست فردية بشكل واضح، في بعض الأحيان، لا يقتصر الأمر على تعريف الثقافة الغربية نفسها كعلم، بل أن النهج غير الغربية للعلوم، والفنون، والثقافة الأصلية، وما إلى ذلك، ليست حتى معرفة. يدعي أحد العلماء، علي عبدي، أن الإمبريالية بطبيعتها «تنطوي على أنظمة تفاعلية على نطاق واسع وسياقات ثقيلة لتشوه الهوية، وعدم الاعتراف، وفقدان احترام الذات، والشك الفردي والاجتماعي في الكفاءة الذاتية» لذلك، فإن كل الإمبريالية دائمًا تكون ثقافية بالفعل.

## العلاقات مع النيوليبرالية
غالبا ما ينتقد النيوليبرالية من قبل علماء الاجتماع وعلماء الأنثروبولوجيا وعلماء الدراسات الثقافية باعتبارهم إمبرياليين ثقافيا. يزعم منتقدو النيوليبرالية، في بعض الأحيان، أنها الشكل السائد للإمبريالية. ادعى علماء آخرون، مثل إليزابيث دان وجوليا إيلاشار، أن النيوليبرالية تتطلب وتخلق شكلا خاصا من أشكال الحكم.
في عمل دان، خصخصة بولندا، تجادل بأن توسع الشركة المتعددة الجنسيات، جربر، إلى بولندا في التسعينات من القرن الماضي، فرضت الحكومة الغربية النيوليبرالية، والإيديولوجيات، والمعرفية على الأشخاص ما بعد السوفييتية المستأجرين. وقعت النزاعات الثقافية على الأخص سياسات الشركة الفردية الكامنة، مثل تشجيع المنافسة بين العمال بدلا من التعاون، وفي معارضتها القوية لما ادعى أصحاب الشركة أنه رشوة.
في عمل إلياشار، أسواق نزع الملكية، ركزت على الطرق التي في القاهرة، قامت المنظمات غير الحكومية جنبا إلى جنب مع المنظمات الدولية غير الحكومية والدولة بتشجيع الحكومة النيوليبرالية من خلال مخططات التنمية الاقتصادية التي اعتمدت على «صغار المستثمرين أصحاب المشاريع الصغيرة».لبناء أعمالهم الخاصة، على غرار الطريقة التي يفترض أن تعمل بها مؤسسات التمويل الأصغر. يجادل إيلاشار، رغم ذلك، بأن هذه البرامج لم تكن فاشلة وحسب، بل إنها نقلت الآراء الثقافية ذات القيمة (الشخصية والثقافية) بطريقة تحبذ الطرق الغربية للتفكير والوجود.

## روابط لدراسات التنمية
في كثير من الأحيان، يتم نقد أساليب تعزيز التنمية والعدالة الاجتماعية على أنها إمبريالية، بالمعنى الثقافي. على سبيل المثال، انتقدت شاندرا موهانتي النزعة النسائية الغربية، زاعمة أنها خلقت تحريفًا لـ «امرأة العالم الثالث» على أنها عاجزة تمامًا، غير قادرة على مقاومة هيمنة الذكور. وهكذا، يؤدي هذا إلى رواية انتقادية في كثير من الأحيان من «الرجل الأبيض» إنقاذ «امرأة بنية» من «الرجل البني». هناك انتقادات أخرى أكثر جذرية لدراسات التنمية تتعلق بمجال الدراسة نفسه. حتى أن بعض العلماء يتسائلون عن نوايا أولئك الذين يطورون مجال الدراسة، مدعين أن جهود «تطوير» الجنوب العالمي لم تكن أبدا حول الجنوب نفسه. بدلاً من ذلك، قيل إن هذه الجهود تبذل من أجل دفع عجلة التنمية الغربية وتعزيز الهيمنة الغربية.

## العلاقات لدراسات الآثار الإعلامية
تم دمج جوهر أطروحة الإمبريالية الثقافية مع النهج الاقتصادي السياسي التقليدي في أبحاث التأثيرات الإعلامية. يزعم منتقدو الإمبريالية الثقافية عادة أن الثقافات غير الغربية، خاصة من العالم الثالث، سوف تتخلى عن قيمهم التقليدية وتفقد هوياتهم الثقافية عندما يتعرضون فقط للإعلام الغربي. ومع ذلك، يدعي مايكل ب. سالوين، في كتابه «الدراسات النقدية في مجال الاتصال الجماهيري» (1991)، أن النظر المتبادل ودمج النتائج التجريبية حول التأثيرات الإمبريالية الثقافية أمر بالغ الأهمية من حيث فهم وسائل الإعلام في المجال الدولي. يدرك كلا السياقين المتناقضين حول الآثار الإمبريالية الثقافية. السياق الأول هو حيث تفرض الإمبريالية الثقافية اضطرابات اجتماعية وسياسية على الدول النامية. يمكن لوسائل الإعلام الغربية تشويه صور الثقافات الأجنبية وإثارة صراعات شخصية واجتماعية للدول النامية في بعض الحالات. السياق الآخر هو أن الشعوب في الدول النامية تقاوم وسائل الإعلام الأجنبية وتحافظ على مواقفها الثقافية. على الرغم من أنه يعترف بأن المظاهر الخارجية للثقافة الغربية يمكن تبنيها، إلا أن القيم والسلوكيات الأساسية لا تزال قائمة. علاوة على ذلك، قد تحدث آثار إيجابية عندما تتبنى الثقافات التي يسيطر عليها الذكور «تحرير» النساء مع التعرض لوسائل الإعلام الغربية، كما أنها تحفز التبادل الواسع للتبادل الثقافي.

## انتقادات «نظرية الإمبريالية الثقافية»
نقاد العلماء الذين يناقشون الإمبريالية الثقافية لديهم عدد من الانتقادات. الإمبريالية الثقافية هي مصطلح يستخدم فقط في المناقشات التي تؤخذ فيها النسبية الثقافية والبنيوية بشكل عام على أنها حقيقية. (لا يمكن للمرء أن ينتقد القيم الغربية إذا اعتقد المرء أن القيم المذكورة صحيحة تمامًا. وبالمثل، لا يمكن للمرء أن يجادل بأن نظرية المعرفة الغربية يتم الترويج لها بشكل غير عادل في المجتمعات غير الغربية إذا اعتقد المرء أن تلك المعرفة هي صحيحة تمامًا.)لذلك، الذين يختلفون مع النسبية الثقافية و / أو البنيوية قد ينتقدون استخدام مصطلح الإمبريالية الثقافية على هذه الشروط.
يقدم جون توملينسون نقدًا لنظرية الإمبريالية الثقافية ويكشف عن مشكلات كبيرة في طريقة صياغة فكرة الإمبريالية الثقافية أو الاقتصادية أو السياسية. في كتابه الإمبريالية الثقافية: مقدمة نقدية، يتعمق في نظرية «الإمبريالية الإعلامية». يلخّص بحثًا حول استقبال العالم الثالث للبرامج التلفزيونية الأميركية، وهو يتحدّى حجة الإمبريالية الثقافية، وينقل شكوكه حول مدى تأثير العروض الأميركية في الدول النامية على القيم الأميركية وتحسين أرباح الشركات الأمريكية. يقترح توملينسون أن الإمبريالية الثقافية تنمو في بعض النواحي، لكن التحول المحلي وتفسير المنتجات الإعلامية المستوردة يقترح أن التنويع الثقافي ليس في نهايته في المجتمع العالمي. ويوضح أن أحد الأخطاء المفاهيمية الأساسية للإمبريالية الثقافية هو التسليم بأن توزيع السلع الثقافية يمكن اعتباره هيمنة ثقافية. وبالتالي فهو يدعم حجته التي تنتقد بشدة المفهوم القائل بأن الأمركة تحدث من خلال الفائض العالمي لمنتجات التلفزيون الأمريكية. ويشير إلى عدد لا يحصى من الأمثلة على شبكات التلفزيون التي نجحت في السيطرة على أسواقها المحلية وأن البرامج المحلية تتصدر التصنيفات بشكل عام. كما يشك في المفهوم القائل بأن العوامل الثقافية هي أجهزة استقبال سلبية للمعلومات. ويذكر أن الحركة بين المناطق الثقافية / الجغرافية تتضمن دائمًا الترجمة والتحور والتكيف وخلق الهجين.
هناك انتقادات رئيسية أخرى مفادها أن المصطلح لم يتم تعريفه بشكل جيد، ويستخدم مصطلحات أخرى غير محددة بشكل جيد، وبالتالي تفتقر إلى القوة التفسيرية، ومن الصعب قياس الإمبريالية الثقافية، وأن نظرية تراث الاستعمار ليست دائما صحيحة

## روثكوف في التعامل مع الهيمنة الثقافية
كتب ديفيد روثكوبف، المدير الإداري لشركة كيسنجر أسوشيتس وأستاذ مساعد للشؤون الدولية في جامعة كولومبيا (والذي كان أيضا مسؤولاً رفيع المستوى في وزارة التجارة الأمريكية في إدارة كلينتون) عن الإمبريالية الثقافية في عنوانه الاستثنائي في مديح الإمبريالية الثقافية؟ في صيف عام 1997 إصدار مجلة السياسة الخارجية. يقول روثكوف إن على الولايات المتحدة أن تتبنى «الإمبريالية الثقافية» كما هو الحال في مصلحتها الذاتية. لكن تعريفه للإمبريالية الثقافية يشدد على نشر قيم التسامح والانفتاح على التغيير الثقافي من أجل تجنب الحرب والصراع بين الثقافات، وكذلك توسيع المعايير التقنية والقانونية المقبولة لتزويد المتداولين الحرين بما يكفي من الأمن للقيام بأعمال تجارية مع المزيد من البلدان. وينطوي تعريف روثكوف بشكل حصري تقريباً على السماح للأفراد في الدول الأخرى بقبول أو رفض التأثيرات الثقافية الأجنبية. ويذكر أيضًا، ولكن فقط عبر، استخدام اللغة الإنجليزية واستهلاك الأخبار والموسيقى الشعبية والسينما باعتبارها هيمنة ثقافية يدعمها. بالإضافة إلى ذلك، يشير روثكوف إلى أن العولمة والإنترنت تسرعان من عملية التأثير الثقافي.
ُتستخدم الثقافة في بعض الأحيان من قبل منظمي المجتمع - السياسيين، اللاهوتيين، الأكاديميين، والعائلات - لفرض وضمان النظام، ومبادئ التغيير مع مرور الوقت حسب الحاجة. لا يحتاج المرء إلا إلى النظر في الإبادة الجماعية في القرن العشرين. في كل واحد، استخدم القادة الثقافة كواجهة سياسية لتغذية مشاعر جيوشهم وأتباعهم الآخرين وتبرير أعمالهم بين شعوبهم.
ثم يستشهد روثكوف بالإبادة الجماعية والمذابح ضد الأرمن و وفي روسيا والمحرقة وكمبوديا والبوسنة والهرسك ورواندا وتيمور الشرقية كأمثلة على الثقافة (في بعض الحالات التي يتم التعبير عنها في أيديولوجية «الثقافة السياسية» أو الدين) التي يساء استخدامها لتبرير العنف. كما يعترف بأن الإمبريالية الثقافية في الماضي كانت مذنبة بالقضاء بقوة على ثقافات السكان الأصليين في الأمريكتين وفي إفريقيا، أو من خلال استخدام محاكم التفتيش «، وخلال توسع كل إمبراطورية.» التعامل مع النفوذ الثقافي في أي دولة، وفقا لروثكوبف، هو تعزيز التسامح والسماح، أو حتى تعزيز، التنوعات الثقافية التي تتوافق مع التسامح والقضاء على تلك الاختلافات الثقافية التي تسبب الصراع العنيف:
مجتمعات ناجحة متعددة الثقافات، سواء أكانت دولًا، أو اتحادات، أو تكتلات أخرى من دول مترابطة بشكل وثيق، تميز تلك الجوانب من الثقافة التي لا تهدد الوحدة، أو الاستقرار، أو الازدهار (مثل الطعام، والعطلات ، والطقوس، والموسيقى) وتسمح لها بالازدهار. . ولكنها تتصدى أو تقضي على عناصر الثقافة الأكثر تخريبية (الجوانب الإقصائية للدين واللغة والمعتقدات السياسية / الإيديولوجية). يظهر التاريخ أن سد الفجوات الثقافية بنجاح والعمل كموطن لشعوب مختلفة يتطلب بعض الهياكل الاجتماعية والقوانين والمؤسسات التي تتجاوز الثقافة. علاوة على ذلك، يشير تاريخ عدد من التجارب الجارية في التعددية الثقافية، مثل الاتحاد الأوروبي، والهند وجنوب أفريقيا، وكندا، والولايات المتحدة، إلى وجود نماذج تكاملية، إن لم تكن مثالية. فكل منها مبني على فكرة أن التسامح أمر حاسم بالنسبة للرفاهية الاجتماعية، وفي كل مرة يتعرض للتهديد من جانب كل من التعصب والتركيز الشديد على الفروق الثقافية. يتم الاحتفاء بالمحافظة على الصالح العام الأكبر الذي يقضي على تلك الخصائص الثقافية التي تعزز الصراع أو تمنع الانسجام، حتى وإن كان يتم الاحتفال بالاختلافات الثقافية التي لا تحظى بقدر أقل من الخلاف والشخصية بشكل أكبر.
كما يمكن رؤية الهيمنة الثقافية في ثلاثينيات القرن الماضي في أستراليا حيث كانت سياسة استيعاب السكان الأصليين بمثابة محاولة للقضاء على الشعب الأسترالي الأصلي. حاول المستوطنون البريطانيون تغيير لون جلد السكان الأصليين الأستراليين من خلال التزاوج المختلط مع البيض. كما جعلت السياسة محاولات للتوافق بقوة مع السكان الأصليين للأفكار الغربية من اللباس والتعليم.

## في التاريخ
على الرغم من أن هذا المصطلح شاع في الستينات من القرن العشرين، وكان يستخدمه مؤيدوها الأصليون للإشارة إلى الهيمنات الثقافية في عالم ما بعد الاستعمار، فقد استخدمت الإمبريالية الثقافية أيضًا للإشارة إلى فترات أبعد في الماضي.

### روما القديمة
لقد اعتبرت الإمبراطورية الرومانية مثالًا مبكرًا للإمبريالية الثقافية.
استقطبت روما المبكرة، في غزوها لإيطاليا، شعب إتروريا عن طريق استبدال اللغة الأترورية باللاتينية، مما أدى إلى زوال هذه اللغة والعديد من جوانب الحضارة الأترورية.
لقد تم فرض الطابع الروماني الثقافي على أجزاء كثيرة من إمبراطورية روما من خلال «العديد من المناطق التي تستقبل الثقافة الرومانية بشكل غير راغب، كشكل من أشكال الإمبريالية الثقافية». على سبيل المثال، عندما غزت الجيوش الرومانية اليونان، بدأت روما في تغيير ثقافة اليونان لتتوافق مع المثل الرومانية. على سبيل المثال، كان ينظر إلى العادة اليونانية المتمثلة في التجرد من الملابس علانيه، علانية، لممارسة الرياضة، على يد الكتّاب الرومان، الذين اعتبروا هذه الممارسة سبباً في استعباد الرومانيين.ارتبط المثال الروماني بالحالات الحديثة للإمبريالية الأوروبية في البلدان الأفريقية، وسد بين الحالتين بمناقشات سلافوج زيزك حول «الدواخل الفارغة».
تم تأمين باكس رومانا في الإمبراطورية، جزئياً، من خلال "التبادل القسري للسكان المتنوع ثقافياً الذي غزا روما.

### الإمبراطورية البريطانية
كان التوسع البريطاني في جميع أنحاء العالم في القرنين الثامن عشر والتاسع عشر ظاهرة اقتصادية وسياسية. ومع ذلك ، "كان هناك أيضًا بُعدًا اجتماعيًا وثقافيًا قويًا، والذي وصفته روديارد كوبلين" عبء الرجل الأبيض ". إحدى الطرق التي تم بها هذا كان من خلال التبشير الديني، من قبل، من بين أمور أخرى، جمعية لندن التبشيرية، التي كانت "وكيلا للإمبريالية الثقافية البريطانية". طريقة أخرى، كانت بفرض المواد التعليمية على المستعمرات من أجل "المنهج الإمبراطوري". كتب موراغ بيل: "لقد كان الترويج للإمبراطورية من خلال الكتب والمواد التوضيحية والمنهج التعليمي واسع الانتشار، وهو جزء من سياسة تعليمية موجهة إلى الإمبريالية الثقافية". وكان هذا ينطبق أيضًا على العلوم والتكنولوجيا في الإمبراطورية. لاحظ دوغلاس م. بيرز ونانديني غوبتوت أن "معظم علماء العلوم الاستعمارية في الهند يفضلون الآن التأكيد على الطرق التي يعمل بها العلم والتكنولوجيا في خدمة الاستعمار، باعتبارهما" أداة للإمبراطورية "بالمعنى العملي وكأداة بعبارة أخرى، تطور العلم في الهند بطرق تعكس الأولويات الاستعمارية، التي تميل إلى إفادة الأوروبيين على حساب الهنود، بينما تظل معتمدة على السلطات العلمية في المدينة الاستعمارية وخاضعة لها. "
استخلص تحليل الإمبريالية الثقافية الذي قام به إدوارد سعيد بشكل أساسي من دراسة للإمبراطورية البريطانية. وفقا لدانيلو رابوني، فإن الإمبريالية الثقافية البريطانية في القرن التاسع عشر كان لها تأثير أوسع بكثير من الإمبراطورية البريطانية فقط. وكتب يقول: «لإعادة صياغة تعبير سعيد، أرى الإمبريالية الثقافية باعتبارها هيمنة ثقافية معقدة لبلد، بريطانيا العظمى، أنه في القرن التاسع عشر لم يكن لديه منافسون من حيث قدرته على إبراز قوته في جميع أنحاء العالم والتأثير على الثقافة، الشؤون السياسية والتجارية لمعظم البلدان، إنها» الهيمنة الثقافية«لبلد كانت قوته لتصدير أكثر الأفكار والمفاهيم الأساسية على أساس فهمه لـ»الحضارة «لا يعرف عمليا أي حدود.» في هذا، على سبيل المثال، يتضمن رابوني إيطاليا.

### أمثلة أخرى قبل الحرب العالمية الثانية
يكتب تاريخ كامبريدج الحديث عن الإمبريالية الثقافية لفرنسية نابليون. استخدم نابليون معهد فرنسا «كأداة لتحويل الكونية الفرنسية إلى إمبريالية ثقافية». ينحدر أعضاء في المعهد (من بينهم نابليون) إلى مصر في 1798. «عند وصولهم نظموا أنفسهم في معهد القاهرة.يعد حجر رشيد هو أشهر اكتشاف لهم. ويعتبرون أن علم الممصريين هو إرثهم».
بعد الحرب العالمية الأولى، كان الألمان قلقين بشأن مدى التأثير الفرنسي في منطقة راينلاند المرفقة، مع الاحتلال الفرنسي لوادي الرور في عام 1923. ظهر الاستخدام المبكر للمصطلح في مقال كتبه بول رولمان (باسم «بيتر هارتمان»).) في ذلك التاريخ، بعنوان الإمبريالية الثقافية الفرنسية على نهر الراين.